# Topadora

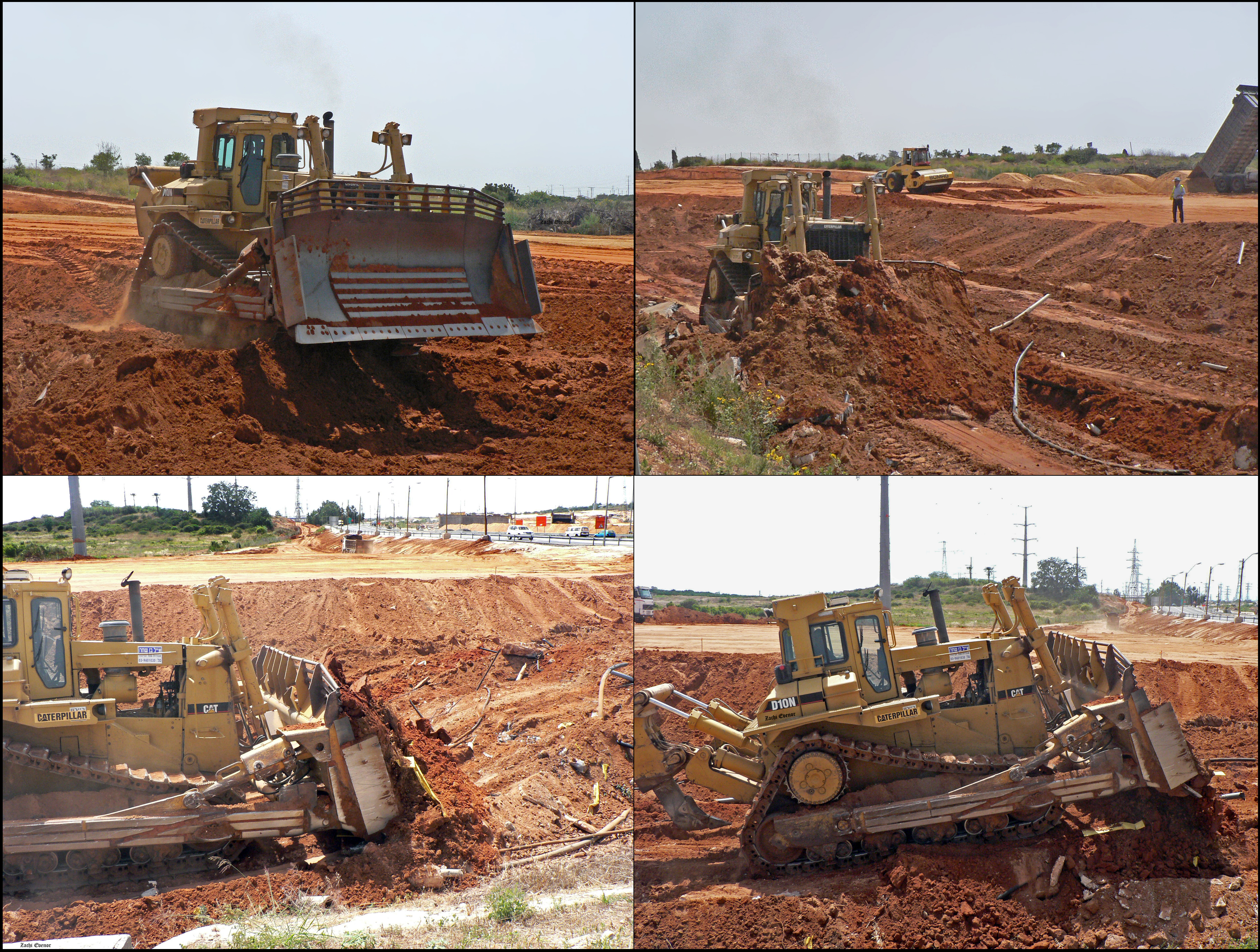
Una topadora Caterpillar D10N treballant.

Es denomina  topadora  o  Dozer  una màquina utilitzada principalment en construcció i mineria.

## Parts
La topadora està composta per un tractor d'erugues o de 2 eixos sobre pneumàtics, de xassís rígid o articulat, equipada a la part davantera amb una fulla horitzontal col·locada perpendicularment a l'eix principal de la màquina que disposa de moviment vertical de curt recorregut.
Hi ha diversos tipus de fulla, els més destacats:
- Recta: típica per tall de terreny.
- Concava: A més de tallar el terreny, capgira les terres que arrossega, facilitant el seu moviment.
- En U: Més baixa que les anteriors, permet d'arrossegar una major quantitat de material.

## Tipus
1.  Bulldozer:  la fulla d'empenta frontal està fixa al xassís del tractor mitjançant uns travessers i uns cilindres hidràulics, quedant aquesta perpendicular al moviment de la màquina. Els moviments de la fulla són per tant de  tilt  (inclinació lateral) i  pitch  (inclinació respecte a l'eix vertical).
2.  Angledozer : Els travessers són substituïts per cilindres hidràulics que permet posar el full en angle respecte a la direcció de moviment de treball. La fulla és més baixa i més ampla per mantenir l'amplada de treball encara que estigui inclinada.
3.  Tiltdozer : El full d'aquesta esplanada es pot girar al voltant de l'eix longitudinal del tractor i girar, tombant-, al voltant d'un eix horitzontal, normal a l'eix del motor.
Si es gira tirant la part superior cap enrere augmenta la capacitat de tall, si es gira cap endavant, disminueix la capacitat d'arrossegament. És el tractor que més usos permet amb el moviment del seu full.
La diferència del funcionament de treball de la fulla de cada variant fa que per a cada ús d'elles sigui la més idònia, encara que qualsevol de les tres poguessin realitzar-lo.

## Funcionament
El principi de funcionament consisteix a desplaçar la terra o material a moure mitjançant una fulla o full, solidària amb la màquina, que és accionada per l'empenta d'aquesta. Les fases de treball de les topadoras són:
- Fase productiva: que es compon d'excavació i empenta.

- Fase no productiva: que comprèn el retorn a la posició inicial.